# Thomas Pruschke
Thomas Pruschke (* 23. April 1959 in Berlin; † 12. Januar 2016 in Göttingen) war ein deutscher Physiker, Festkörperphysiker und Hochschullehrer.

## Leben
Nach der Jugend in Rüsselsheim am Main studierte Pruschke nach dem Abitur Physik an der TH Darmstadt mit Diplomabschluss 1985. Er blieb dort, heiratete 1985 die Iranistin Anke Joisten und fertigte bei Norbert Grewe seine Dissertation Modelluntersuchung der Einteilcheneigenschaften hochkorrelierter Elektronensysteme an, mit der er 1989 promoviert wurde. Darauf ging er mit einem Stipendium der Alexander von Humboldt-Stiftung zu Hiroyuki Shiba am Tokyo Institute of Technology. 1992–1993 arbeitete er als Gastwissenschaftler bei Daniel Cox an der Ohio State University in Columbus (Ohio), wo er zusammen mit Mark Jarrell erste Untersuchungen zum Hubbard-Modell in unendlichen Raumdimensionen durchführte. (Dazu erschien 1995 der erste Übersichtsartikel von Pruschke, Jarrell und Jim Freericks.) Mit den gewonnenen Erkenntnissen konnte er die ungewöhnlichen Transporteigenschaften der Hochtemperatursupraleiter in der normalleitenden Phase erklären.
Pruschke kehrte nach Deutschland zurück und arbeitete als Wissenschaftlicher Assistent bei Joachim Keller an der Universität Regensburg, wo er sich mit seinen Arbeiten zur Dynamischen Mean field theory 1996 habilitierte. 2001 wechselte er zu Dieter Vollhardt an der Universität Augsburg. 2003 folgte er einem Ruf an die Universität Göttingen als Professor für Computational physics. 2008 veröffentlichte er zusammen mit Ralf Bulla und Theo A. Costi den zum Standard-Artikel gewordenen Aufsatz über die numerische Renormierungsgruppenmethode für Quanten-Störstellen. 2010–2012 war Pruschke Mitglied der DFG-Forschergruppe Dynamischer Molekularfeld-Zugang mit Vorhersagekraft für stark korrelierte elektronische Materialien mit den Sprechern Dieter Vollhardt und Alexander Lichtenstein.
Bei einem Besuch eines Kollegen an der Universität Tōhoku in Sendai erlebte Pruschke das Tōhoku-Erdbeben 2011. Im Wintersemester 2010/2011 erhielt er die Robert-Wichard-Pohl-Medaille. Er arbeitete trotz seiner schweren Krankheit bis zu seinem Tod, so dass sein Krankenzimmer das Zentrum seiner Arbeitsgruppe war.